# Кузмице (Требишов)
Кузмице (слч. Kuzmice) насељено је мјесто са административним статусом сеоске општине (слч. obec) у округу Требишов, у Кошичком крају, Словачка Република.

## Становништво
| Година:    | 1994. | 2004.    | 2014.   | 2024.   |
| ---------- | ----- | -------- | ------- | ------- |
| Број људи: | 1404  | 1651     | 1710    | 1744    |
| Разлика:   |       | +17,59 % | +3,57 % | +1,98 % |

| Година:    | 2023. | 2024.   |
| ---------- | ----- | ------- |
| Број људи: | 1732  | 1744    |
| Разлика:   |       | +0,69 % |

Према подацима о броју становника из 2011. године насеље је имало 1.691 становника.